# Radoje Domanović
Radoje Domanović (16 de fevereiro de 1873 – 17 de agosto de 1908) foi um escritor, jornalista e professor sérvio, mais famoso por seus contos satíricos. 

## Biografia
Radoje Domanović nasceu na aldeia de Ovsište na Sérvia Central, filho do professor e empreendedor local Miloš Domanović e de Persida Cukić, descendente de Pavle Cukić, um dos comandantes militares da Primeira e da Segunda Revolta Sérvia. Ele passou a infância na vila de Gornje Jarušice perto Kragujevac, onde freqüentou a escola primária. Ele se formou no ensino médio em Kragujevac e na Faculdade de Filosofia em Universidade de Belgrado, onde estudou língua e história sérvia.
Em 1895, Domanović conseguiu seu primeiro emprego, um posto de ensino em Pirot, no sul da Sérvia, região que havia sido libertada apenas recentemente do Império Otomano. Em Pirot, ele conheceu Jaša Prodanović (1867-1948), professor e ativista que ajudou a moldar seus pontos de vista políticos. Lá, ele também conheceu sua futura esposa, Natalija Raketić (1875-1939), uma professora pobre de Sremski Karlovci, que o apoiou ao longo de sua vida curta e turbulenta e com quem teve três filhos.
Quando se juntou ao Partido Radical do Povo da oposição, ele entrou em conflito com o regime da dinastia Obrenović, e foi transferido para Vranje até o final de 1895, e depois em 1896 transferido novamente para Leskovac. A carreira de escritor de Domanović também começou durante seus dias de ensino, publicando seu primeiro conto realista em 1895. Após sua primeira aparição pública contra o governo em 1898, ele e sua esposa foram demitidos do serviço público, e Domanović se mudou com sua família para Belgrado.
Em Belgrado, começou a trabalhar com colegas escritores no jornal semanal “Zvezda” (Estrela) e no jornal político de oposição “Odjek” (Eco). Nesse momento, ele começou a escrever e publicar suas primeiras histórias satíricas, como “Demônio” e “Abolição das paixões”. A ascensão de Radoje à fama veio com a publicação de suas histórias mais famosas, “Líder” (1901) e “Stradija” (1902), em que ele atacou abertamente e revelou a hipocrisia e as falácias do regime.
Após o golpe que terminou o reinado de Aleksandar Obrenović em 1903, no auge da popularidade, Domanović recebeu um cargo de escriba no Ministério da Educação, e o novo governo permitiu que ele fosse para a Alemanha por um ano de especialização, que passou em Munique. De volta à Sérvia, Radoje se viu decepcionado com a falta de qualquer mudança real na sociedade. Ele começou seu próprio diário semanal político, “Stradija”, no qual continuou a criticar as fraquezas da nova democracia, mas seus escritos não tinham mais a força e a inspiração que costumava ter.
Radoje Domanović morreu meia hora depois da meia-noite de 17 de agosto de 1908, aos 35 anos, após uma longa luta com pneumonia crônica e tuberculose. Ele foi enterrado no novo cemitério de Belgrado. Seus trabalhos não publicados restantes foram perdidos durante a Primeira Guerra Mundial.

## Trabalho literário
Algumas das obras mais famosas de Radoje Domanović incluem:
- Abolição das paixões, 1899
- Kraljević Marko entre os sérvios pela segunda vez, 1901
- Líder, 1901
- Mar morto, 1902
- Marca, 1899
- Raciocínio de um boi sérvio comum, 1902
- Revolta moderna, 1902
- Stradija, 1902

Histórias “Líder”, “Marca” e “Raciocínio de um boi sérvio comum” foram traduzidas em português para o Projeto “Radoje Domanović” por Thais Coelho.